# Гринпис
Гринпис (енгл. Greenpeace) је невладино међународно удружење еколошких активиста, основано у Ванкуверу (Канада), са канцеларијама у преко 39 земаља и међународним координационим телом у Амстердаму, Холандија.. Из покрета Don't Make a Wave Committee који је постојао да би спречио САД да испробавају нуклеарне уређаје на Аљасци, 1972. године, настао је Гринпис. Циљеви организације су се потом окренули ка заштити животне средине и она је постала позната по кампањама против лова на китове, неких врста риболова, глобалног загревања, уништавања прашума, нуклеарне енергије и генетички инжењеринг. Гринпис наводи да је њихов циљ да „осигурају способност Земље да подржава живот у свој његовој разноликости” и фокусирају своју кампању на светска питања као што су климатске промене, дефорестација, прекомерни риболов, комерцијални китолов, генетски инжењеринг и анти-нуклеарна питања. Они користе директну акцију, лобирање, истраживање и екотажу како би остварили своје циљеве. Глобална организација не прихвата финансирање од влада, корпорација или политичких партија, ослањајући се на три милиона индивидуалних присталица и донатора фондације. Гринпис има општи саветодавни статус при Економском и социјалном савету Организације уједињених нација и оснивачки је члан INGO повеље о одговорности, међународне невладине организације која има за циљ да подстиче одговорност и транспарентност невладиних организација.
Гринпис је познат по својим директним акцијама и био је описан као највидљивија организација за заштиту животне средине на свету. Гринпис скреће пажну јавности на еколошка питања и утиче на приватни и јавни сектор. Гринпис је такође био извор контроверзи, његови мотиви и методе (неки од њих су незаконити) били су критиковани, укључујући и отворено писмо више од 100 нобеловаца који су позвали Гринпис да оконча своју кампању против генетски модификованих организама (ГМО). Директне акције ове организације изазвале су правне акције против активиста Гриписа, као што су казне и условне казне за уништавање тестне парцеле генетски модификоване пшенице и оштећења Наска линије, УН локације Светске баштина у Перуу.

## Структура
Гринпис је глобална организација која се састоји од 26 националних и регионалних канцеларија у 55 држава које обједињује Међународни Гринпис (енгл. Greenpeace International) са седиштем у Амстердаму. Ове националне и регионалне канцеларије имају аутономију у проналажењу спонзора за њихове делатности.
Националне и регионалне канцеларије подржавају мрежу покретних локалних волонтерских група. Локалне групе учествују у кампањама у њиховој средини, али учествују и у важнијим кампањама и протестима било где у свету. Милиони симпатизера који нису организовани у локалне групе, подржавају Гринпис новчаним средствима и учешћем у кампањама као обични грађани.

### Националне и регионалне канцеларије
Гринпис је присутан у следећим државама и регионима (март 2007):
Аргентина, Аустралијско-Пацифички регион (Аустралија, Папуа Нова Гвинеја, Соломонова Острва, Фиџи), Белгија, Бразил, Гринпис Централне и источне Европе (Аустрија, Мађарска, Пољска, Румунија, Словачка, Бугарска, Словенија, Србија, Црна Гора и БиХ (без стално присутних кампања у последњих пет држава)), Грчка, Индија, Италија, Јапан, Југоисточна Азија (Филипини, Индонезија, Тајланд), Канада, Кина, Луксембург, Медитерански Гринпис (Израел, Кипар, Либан, Малта, Турска, Тунис), Мексико, Немачка, Нови Зеланд, Нордијски Гринпис (Данска, Норвешка, Финска, Шведска), Русија, САД, Уједињено Краљевство, Француска, Холандија, Чиле, Чешка Република, Швајцарска и Шпанија.